# جوستين فرنسيس
جوستين فرنسيس (بالإنجليزية: Heath Francis)‏ هو منافس ألعاب قوى أسترالي، ولد في 16 نوفمبر 1981.

## روابط خارجية
- جوستين فرنسيس على موقع الاتحاد الدولي لألعاب القوى (الإنجليزية)
- جوستين فرنسيس على موقع النتائج التاريخية لألعاب القوى الأسترالية (الإنجليزية)
- جوستين فرنسيس على موقع Paralympic.org (الإنجليزية)
- جوستين فرنسيس على موقع اتحاد ألعاب الكومنولث (مؤرشف) (الإنجليزية)